# Африкантроп
Африкантро́п (Africanthropus njarasensis) — вид викопних гомінідів. Описаний німецьким антропологом Гансом Вейнертом у 1935-1939 роках по уламках 3-4 черепів, знайдених поблизу озера Еясі в Танзанії.
Надалі описувався як гейдельберзька людина, ранній неандерталець або кроманьйонець, близький до пітекантропів або синантропів вид. Вік встановлено як не менше 130 тисяч років.